# ستيفن هان
     لشخصية أخرى تحمل اسم ستيفن هان، طالع ستيفن هان (توضيح).

ستيفن هان (بالإنجليزية: Stephen Hahn)‏ هو عالم أورام أمريكي، ولد في 22 يناير 1960.